# Oakley (Kansas)
Oakley é uma cidade localizada no estado americano de Kansas, no Condado de Gove e Condado de Logan e Condado de Thomas.

## Demografia
Segundo o censo americano de 2000, a sua população era de 2173 habitantes.
Em 2006, foi estimada uma população de 1902, um decréscimo de 271 (-12.5%).

## Geografia
De acordo com o United States Census Bureau tem uma área de
4,9 km², dos quais 4,9 km² cobertos por terra e 0,0 km² cobertos por água.

## Localidades na vizinhança
O diagrama seguinte representa as localidades num raio de 36 km ao redor de Oakley.